# Altötting
Altötting – miasto powiatowe w Niemczech, w kraju związkowym Bawaria, w rejencji Górna Bawaria, w regionie Südostoberbayern, siedziba powiatu Altötting. Od 1489 jest miejscem pielgrzymkowym.

## Historia
Pierwsze ślady osadnictwa człowieka na tych terenach pochodzą z późnej epoki brązu – znaleziono pozostałości po kulturze pól popielnicowych. Pierwsza pisemna wzmianka o mieście, jako villa publica pochodzi z roku 748, pod nazwą Autingas, gdy miejscowość była pod władzą książęcej dynastii bawarskiej Agilolfingów. W roku 876/877 pan miasta – król Karloman założył przy nim klasztor. Karloman zmarł i został pochowany w Altötting. Następnie Altötting był w rękach Wittelsbachów.
W roku 1489 zgodnie z legendą wydarzyły się dwa przywrócenia do życia. Zabytkowa kaplica, w której znajduje się posąg Matki Bożej z Altötting (Czarnej Madonny) została zbudowana ok. 700 roku, natomiast posąg pochodzi z roku 1330. W ołtarzu głównym w kaplicy znajdują się srebrne urny z sercami książąt bawarskich, biskupów oraz sześciu królów Bawarii.
Ostatnie lata życia spędził tu biskup wojsk III Rzeszy Franz Justus Rarkowski.

## Zabytki i inne obiekty
- plac Kapellplatz z Gnadenkapelle – kaplicą Matki Boskiej
- kolegiata św. Filipa i Jakuba (St. Philipp und Jakob)
- Kościół pw. św. Magdaleny (St. Magdalena) – barokowy
- bazylika św. Anny (St. Anna) – neobarokowa
- klasztor Kapucynów, związany z postacią św. Konrada z Parzham
- Panorama Jerozolimska
- ruchoma szopka – Mechanische Krippe
- stacja kolejowa Altötting.

## Polityka
Burmistrzem miasta jest Stephan Antwerpen (CSU), w latach 1995–2020 był nim Herbert Hofauer z FW, rada miasta składa się z 24 osób.
|      | CSU | SPD | FW | REP | ÖDP | Die Liste | AfD | Razem |
| 2020 | 10  | 3   | 5  | 0   | 1   | 3         | 2   | 24    |
| 2008 | 12  | 3   | 8  | 1   | –   | –         | –   | 24    |
| 2002 | 12  | 2   | 9  | 1   | –   | –         | –   | 24    |

### Współpraca
Miejscowości partnerskie:
- Częstochowa, Polska
- Einsiedeln, Szwajcaria
- Fatima, Portugalia
- Loreto, Włochy
- Lourdes, Francja
- Mariazell, Austria

## Osoby urodzone w Altötting
- Ludwik IV Dziecię (ur. 893) – król wschodnich Franków (Niemiec) w latach 900–911 z dynastii Karolingów
- Georg Ratzinger, brat papieża Benedykta XVI – infułat

## Linki zewnętrzne

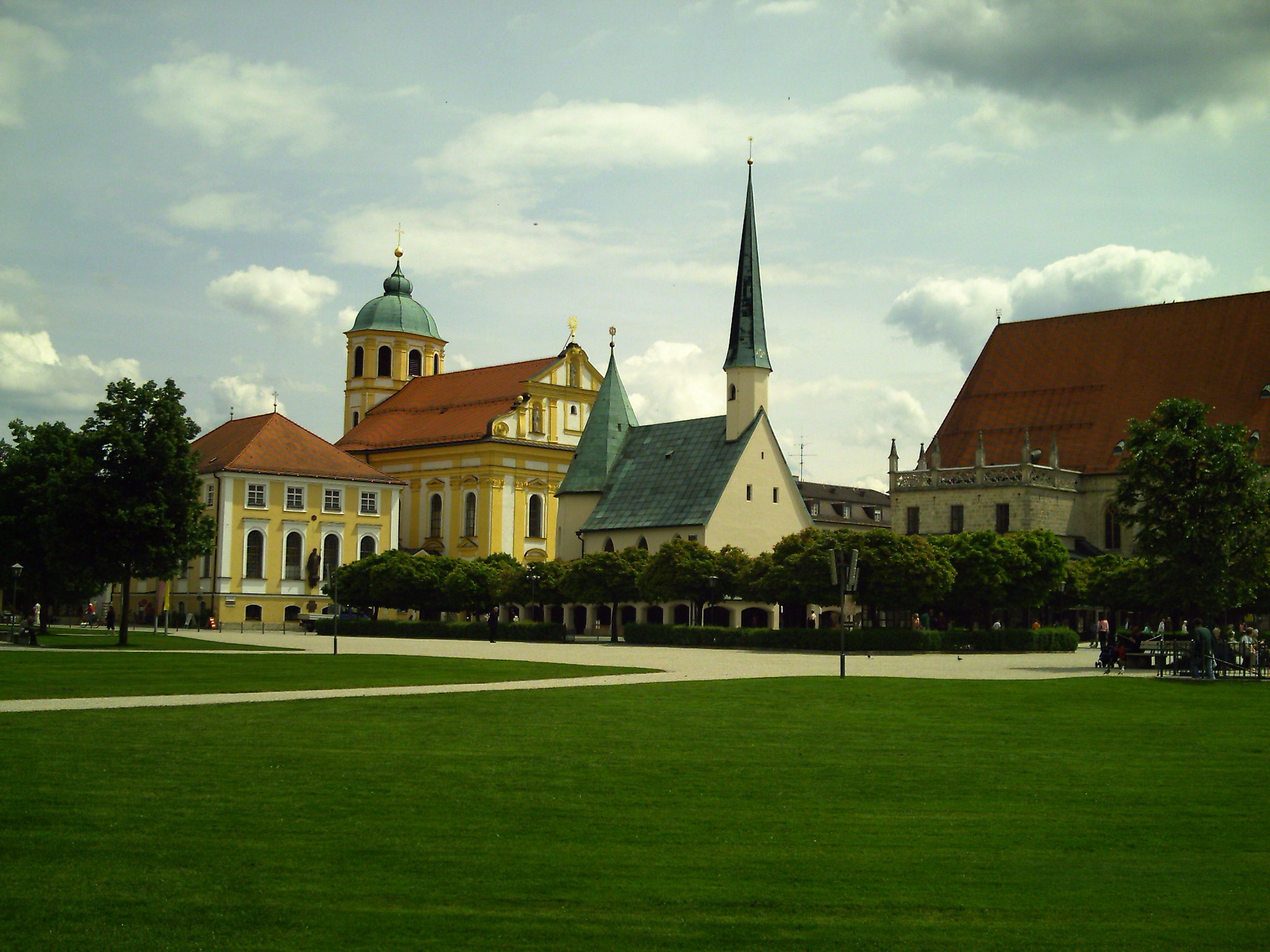
Gnadenkapelle oraz Kościół pw. św. Magdaleny (St. Magdalena)